# GOOD MUSIC
『GOOD MUSIC』（グッド・ミュージック）は、KICK THE CAN CREWのメジャー3枚目（ベスト・アルバムをいれると4枚目）のアルバムである。

## 概要
- 初回プレス分は『magic number』に続き、スリーブケース仕様と開運おみくじ付属。
- 全16曲収録。2003年8月から続く連続リリース（6ヶ月7枚）の最後で、連続リリースされた5枚のシングル曲は全て収録（アルバムヴァージョンあり）。
- 韓国で日本語CDリリース解禁第1弾アーティストとしてKICK THE CAN CREWが選ばれ2004年にアルバム『GOOD MUSIC』を韓国でもリリース[1]。
- R・ケリーや、小沢健二など数々の作品を手掛けてきたエンジニア、Herb Powers Jr.によるマスタリング。
- 2003年9月10日に、同じタイトルのシングルをリリースしている。
- 活動休止前としてはこれが最後のアルバムであったが、約14年後に活動再開し、4枚目となるニューアルバム『KICK!』を発売した。

## 収録曲
1. OPENING
2. 性コンティニュー
11thシングル。顔PASSブラザーズによるプロデュース。
次曲に繋げるように、シングルバージョンよりもアウトロが短くなっている。
3. パレード
仮タイトルは「ニャニャニャ」。シンセの音がそう聞こえたからと雑誌のインタビューでKREVAが話している。
4. MISSION 1
曲のテーマは「任務完了」。当初は1曲であったが「長すぎる」という理由に3つに分けられた。KREVAパート。
5. 脳内VACATION(album edit)
15thシングル。シングルではフェードアウトで終わっていた所、次曲に繋げるようにアウトロが変更されている。
6. ALL NIGHT LONG
顔PASSブラザーズによるプロデュース。
7. 裏表
8. 揺れ
14thシングル。
9. MISSION 2
LITTLEパート。
10. 自由TIME(album edit)
12thシングルc/w。シングルではフェードアウトで終わっていた所、次曲に繋げるようにアウトロが変更されている。
11. ナビ
14thシングル。顔PASSブラザーズによるプロデュース。
表記は無いが、シングルではフェードアウトで終わっていた所、次曲に繋げるようにアウトロが変更されているバージョンとなっている。
12. LIKE THIS (GOOD!)
インスト曲
13. GOOD MUSIC
12thシングル及び、アルバムタイトル曲。顔PASSブラザーズによるプロデュース。
14. MISSION 3
MCUパート。
15. パンク寸前のFUNK
13thシングル、顔PASSブラザーズによるプロデュース。
16. もしも
顔PASSブラザーズによるプロデュース。シングル候補にも選ばれた曲。当初、KREVAの歌詞はもしも(犬だったら)であったと雑誌で話している。